# Saint-Appolinaire
Saint-Appolinaire – miejscowość i gmina we Francji, w regionie Owernia-Rodan-Alpy, w departamencie Rodan.
Według danych na rok 1990 gminę zamieszkiwało 101 osób, a gęstość zaludnienia wynosiła 18 osób/km² (wśród 2880 gmin regionu Rodan-Alpy Saint-Appolinaire plasuje się na 1520 miejscu pod względem liczby ludności, natomiast pod względem powierzchni na miejscu 1465).